# Бабдиу (Клуж)
Бабдиу (рум. Băbdiu) насеље је у Румунији у округу Клуж у општини Бобална. Oпштина се налази на надморској висини од 295 m.

## Становништво
Према подацима из 2002. године у насељу је живело 232 становника, од којих су сви румунске националности.